# Comuna Celeadinove, Lenine
Celeadinove (în ucraineană Челядінове) este o comună în raionul Lenine, Republica Autonomă Crimeea, Ucraina, formată din satele Celeadinove (reședința) și Ohonkî.

## Demografie
Componența lingvistică a comunei Celeadinove
     Rusă (86,01%)
     Ucraineană (6,24%)
     Tătară crimeeană (5,67%)
     Alte limbi (0,18%)
Conform recensământului din 2001, majoritatea populației comunei Celeadinove era vorbitoare de rusă (86,01%), existând în minoritate și vorbitori de ucraineană (6,24%), tătară crimeeană (5,67%) și armeană (1,51%).